# Brebeni
Brebeni è un comune della Romania di 2 981 abitanti, ubicato nel distretto di Olt, nella regione storica della Muntenia. 
Il comune è formato dall'unione di 2 villaggi: Brebeni e Teiușu.